# Яремівка (зупинний пункт)
Яре́мівка — зупинний пункт Лиманської дирекції Донецької залізниці на лінії 390 км — Лиман
Розташований між зупинними пунктами 390 км та Приємний. Останній зупинний пункт цієї гілки у Харківській області, розташований поблизу з селом Студенок Ізюмського району. На пункті зупиняються лише приміські потяги.
Відстань до станції Основа — 146 км.